# Branislav Lečić
Branislav Lečić (en serbe cyrillique : Бранислав Лечић ; né le 25 août 1955 à Šabac) est un acteur et un homme politique serbe. En tant qu'homme politique, il est président du Mouvement Ma Serbie.

## Biographie
En 1978, Branislav Lečić sort diplômé de la Faculté des arts dramatiques de l'université des arts de Belgrade.
En tant qu'acteur, il connait un vif succès et obtient plusieurs récompenses. Il contribue à créer plusieurs des troupes de théâtre les plus importantes de l'ex-Yougoslavie. De fait, à partir de 1980, il travaille pour le Théâtre dramatique yougoslave (en serbe : Jugoslovensko dramsko pozorište). Il tourne également pour le cinéma et la télévision.
Parallèlement à sa carrière théâtrale, Branislav Lečić prend une part active à la vie politique. Pendant la période où Slobodan Milošević est au pouvoir, il dirige le mouvement Plišana revolucija (« Révolution de velours »). Après la victoire de l'Opposition démocratique de Serbie (DOS), en octobre 2000, il devient ministre de la Culture dans le gouvernement du premier ministre Zoran Đinđić. Après que Čedomir Jovanović ait quitté le Parti démocratique, Lečić le suit et devient avec lui un des fondateurs du Parti libéral-démocrate (LDP). Peu après, il quitte le LDP et, en novembre 2007, il fonde un autre parti appelé Moja Srbija (« Ma Serbie »). Ce mouvement prend part aux élections législatives serbes de mai 2008 et présente 139 candidats ; la liste de Moja Srbija obtient 8 879 voix, soit 0,21 % des suffrages.

## Vie privée
Branislav Lečić a deux enfants d'un premier mariage, Ivan et Ana. Il est actuellement marié à la présentatrice de télévision serbe Nina Radulović-Lečić, dont il a un fils, Lav.

## Filmographie sélective
- 1977 : Ančika Dumas (TV) 1977
- 1977 : Specijalno vaspitanje
- 1980 : Hajduk
- 1981 : Dečko koji obećava
- 1981 : Baza na Dunavu (série télévisée)
- 1981 : Svetozar Marković (série télévisée)
- 1981 : Sedam sekretara SKOJ-a (série télévisée)
- 1982 : Direktan prenos
- 1983 : Igmanski marš
- 1985 : Tombola
- 1985 : Priče iz fabrike (série télévisée)
- 1986 : Crna Marija
- 1986 : Rodoljupci (TV)
- 1986 : Sivi dom (série télévisée)
- 1987 : Oktoberfest
- 1987 : Vuk Karadžić (série télévisée)
- 1988 : Zivot sa stricem de Krsto Papic : Vinko Maglica
- 1989 : Boj na Kosovu
- 1989 : Masmediologija na Balkanu : Dr. no 1
- 1989 : Seobe
- 1990 : Balkanska perestrojka : Dr. no 2
- 1990 : Gluvi barut
- 1991 : Metla bez drške : Afera Armani (série télévisée)
- 1991 : Čaruga
- 1991 : Moj brat Aleksa
- 1991 : Holivud ili propast
- 1992 : Bulevar revolucije
- 1992 : Prvi put s ocem na jutrenje (TV)
- 1992 : Aleksa Šantić (série télévisée)
- 1993 : Tri karte za Holivud
- 1994 : Rođen kao ratnk
- 1994 : Ni na nebu ni na zemlji
- 1995 : Podzemlje
- 1995 : Bila jednom jedna zemlja (série télévisée)
- 1995 : Otvorena vrata (série télévisée)
- 1997 : Balkanska pravila
- 1998 : Porodično blago (série télévisée)
- 2000 : Tajna porodičnog blaga
- 2002 : Lavirint
- 2003 : Profesionalac
- 2006 : Šejtanov ratnik
- 2007 : Urota (série télévisée)
- 2007 : Vratiće se rode (série télévisée)
- 2008 : Na lepom plavom Dunavu
- 2008 : Sveti Georgije ubiva aždahu
- 2010 : Montevideo, Bog te video!